# 雷氏盾皮鮠
雷氏盾皮鮠，為輻鰭魚綱鯰形目美鯰科的其中一種。分布於南美洲巴西帕納伊巴河流域，屬日行性魚類，棲息在中層水域，體長可達3.3公分，可做為觀賞魚。

## 扩展阅读
維基物種上的相關：雷氏盾皮鮠